# Нейробиологические теории сознания
Нейробиологические теории сознания — это группа научных теорий, решающих трудную проблему сознания с точки зрения нейробиологии за счет  выделения материального субстрата сознания. Материальный субстрат сознания – это определенный участок (или участки) мозга, активность которого обеспечивает обладание сознанием. 

## История вопроса
Вопрос о материальном субстрате сознания поднимался еще в античности, но в XVII веке он привлек внимание не только философов, но и ученых, когда Рене Декарт выдвинул теорию о наличии в мире двух отдельных субстанций, телесной и духовной, и таким образом сформулировал психофизиологическую проблему о соотношении этих двух субстанций, а также о соотношении тела и сознания.
Изначально психофизиологическая проблема в основном представляла интерес для философов, но затем к поиску решения присоединились представители других научных дисциплин: нейробиологи, информатики, психологи.

## Известные нейробиологические теории сознания

### Теория функциональных систем
Теорию функциональных систем выдвинул Пётр Кузьмич Анохин. В рамках этой теории сознание понимается как последний этап преобразования всей поступающей из окружающего мира информации. Сознание содержится именно в функциональных системах, которые служат своеобразной "прослойкой" между материальным субстратом мозга и между психическими функциями и поведением.
Функциональные системы — динамические, саморегулирующиеся центрально-периферические организации, обеспечивающие своей деятельностью полезные для метаболизма организма и его приспособления к окружающей среде результаты. В данном случае в мозге в качестве функциональных систем можно выделить организации нейронов, распределенных по разным отделам мозга, но одновременно активизирующихся для выполнения определенных функций. Все нейроны одной функциональной системы работают синхронно для координации той функции организма, за которую отвечает конкретная система.
Каждая функциональная система способна самостоятельно перестраиваться, включая или исключая из системы новые нейроны на основании обратной связи, поступающей от органов чувств. Функциональные системы имеют довольно гибкую структуру и однажды изменив ее, они могут вернуться в прежнее состояние.
Чтобы в мозге возникла новая функциональная система, организм должен попасть в абсолютно незнакомую ситуацию. Тогда те несколько групп нейронов, которые активируются в этот момент, и составят собой новую функциональную систему.

### Теория Ф. Крика и К. Коха
В конце XX века Кристоф Кох и Фрэнсис Крик выдвинули свою нейробиологическую теорию сознания.
Они предположили, что мозг полностью состоит из нейронных коррелятов – небольших групп нейронов, объединенных по схожести молекулярных и нейроанатомических признаков.  Основная и главная задача нейронных коррелятов – обеспечение направленности внимания. И именно внимание является той высшей психической функцией, которая обеспечивает существование, единство и целостность человеческого сознания.
В качестве главного центра внимания в мозге выделяют следующую подкорковую структуру: ограду. Функции, которые выполняет ограда, пока не до конца изучены, но обнаружено, что ограда связана и обменивается информацией почти со всеми моторными и сенсорными участками коры головного мозга, а также с миндалевидным телом, которое играет ключевую роль в формировании эмоций.
Таким образом, ограда может с помощью своих нейроанатомических связей координировать работу различных участков мозга и формировать единое и целостное сознание.
Тут Ф. Крик приводит метафору оркестра и дирижера: весь мозг – это оркестр, а ограда выполняет функцию дирижера, который координирует работу всех музыкантов.

### Теория селекции нейрональных групп
Разработана Джеральдом Эдельманом в рамках предложенной им концепции нейродарвинизма, которая считает, что наши нейронные сети и группы постоянно перестраиваются, чтобы адаптироваться к изменениям в окружающем мире.
Теория селекции нейрональных групп предполагает, что нейроны нашего мозга объединяются в небольшие нейрональные группы для максимально эффективной обработки информации, поступающей от разных органов чувств и понимает сознание как размытое действие, которое заключается в одновременной активации многих связанных нейрональных групп и совместной работе нейронов в каждой из этих групп.
Стоит отдельно отметить, что в мозге млекопитающих существует много нейрональных связей на уровне коры таламуса и таким образом он является материальным субстратом сознания.
Каждая нейрональная группа распознает определённые типы поступающих сигналов, кроме того нейрональные группы могут обмениваться информацией между собой.
Обработка каждого поступающего в мозг сигнала происходит в несколько этапов:
1. Органы чувств воспринимают определённую информацию из окружающего мира и передают его по проводящим путям в мозг.
2. Полученная информация проходит стадию первичной обработки, и происходит классификация поступившего сигнала, отнесение его к определённой группе стимулов.
3. На вторичной стадии обработки к процессу подключаются новые нейроны, они обеспечивают извлечение и актуализацию всей информации о сигнале, которая хранится в памяти конкретного индивида. Например, слово, обозначающее сигнал, или его характерные свойства.
4. Связи между всеми нейронами, которые активировались на этапах первичной и вторичной обработки информации, замыкаются и образуется уже система нейрональных групп, которая в следующий раз сможет быстрее и эффективнее обработать аналогичный сигнал. За счёт образования систем нейрональных групп мозг организует и значительно ускоряет процессы восприятия.

### Концепция распределенного сознания
Концепция распределенного сознания предложена Е. Н. Соколовым. Сознание понимается как мозаика, составленная из отдельных специализированных нейронов сознания, и функционирует в соответствии со сформулированной Е.Н. Соколовым векторной сферической моделью.